# برزنو
برزنو مدينة في وسط سلوفاكيا وتتبع أقليم بانسكا بيستريتسا.

## معرض صور

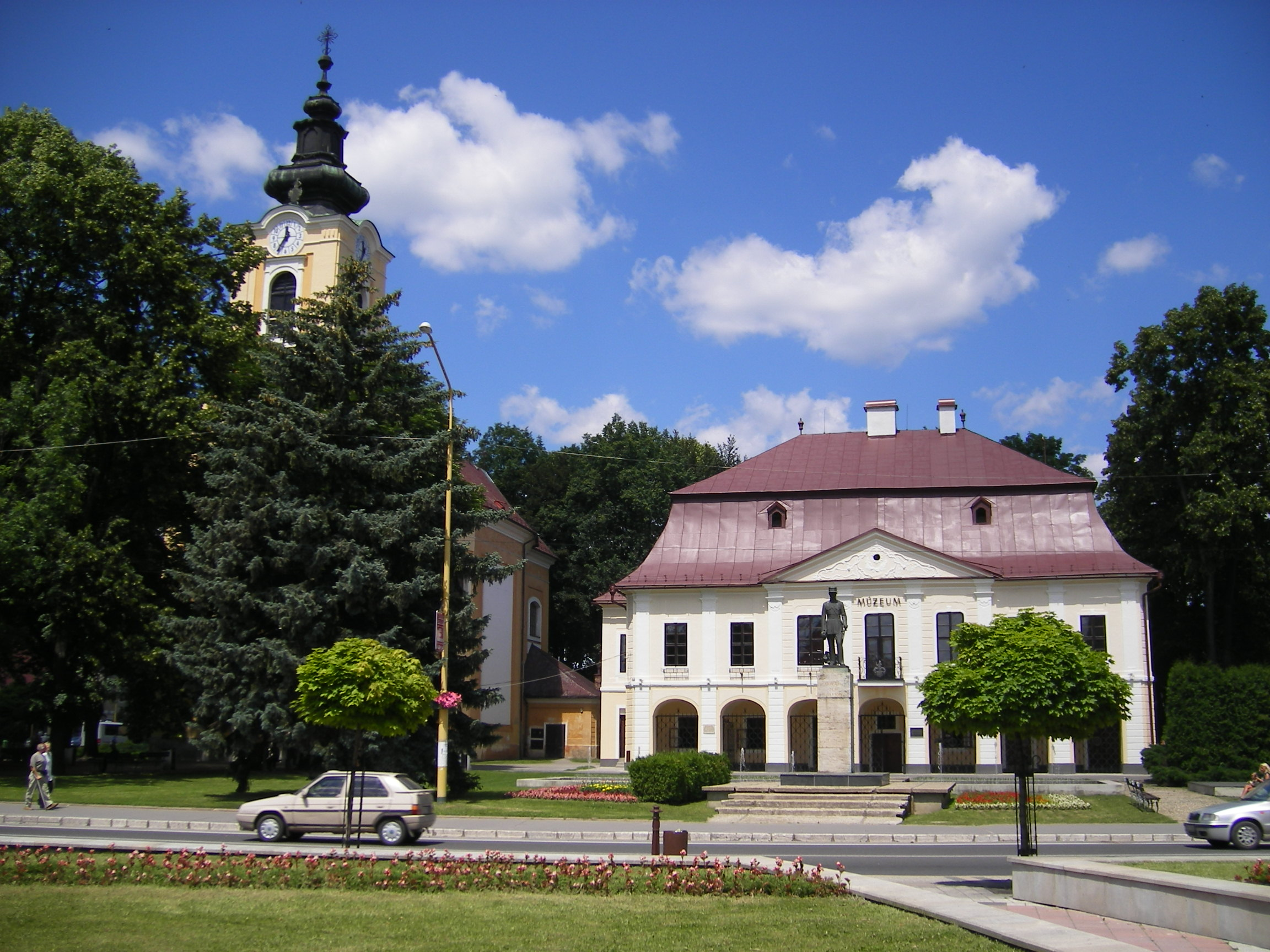
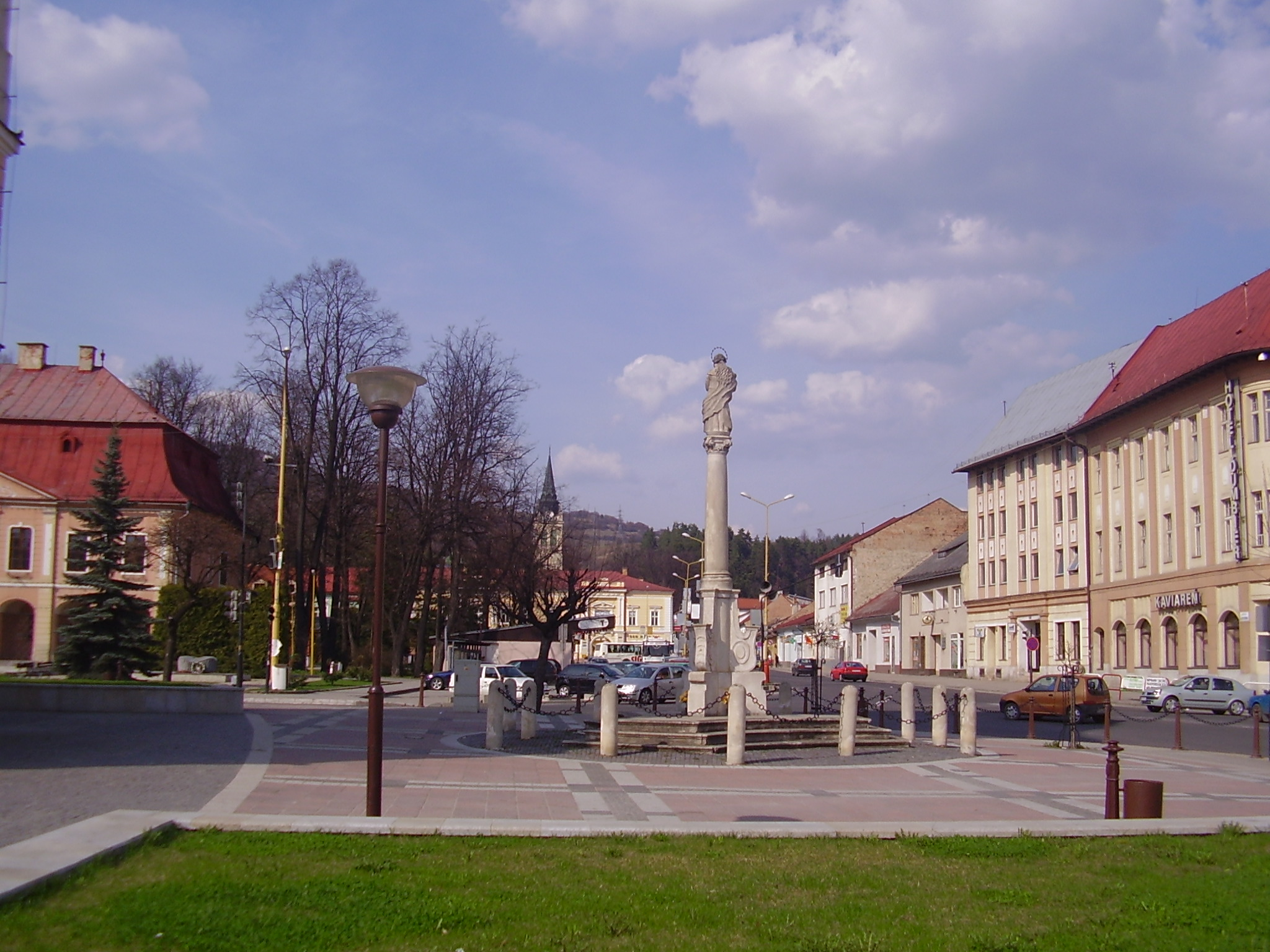
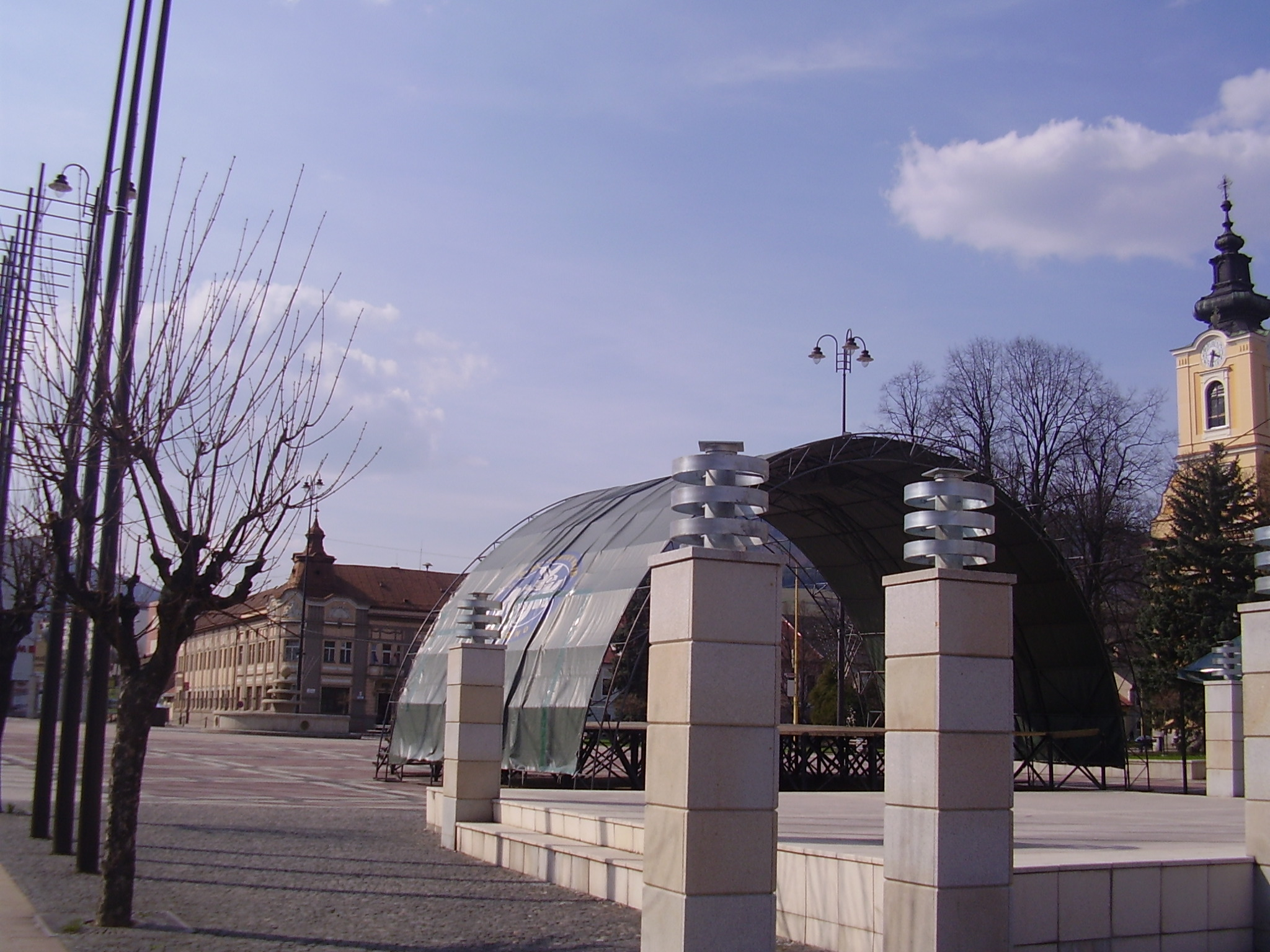
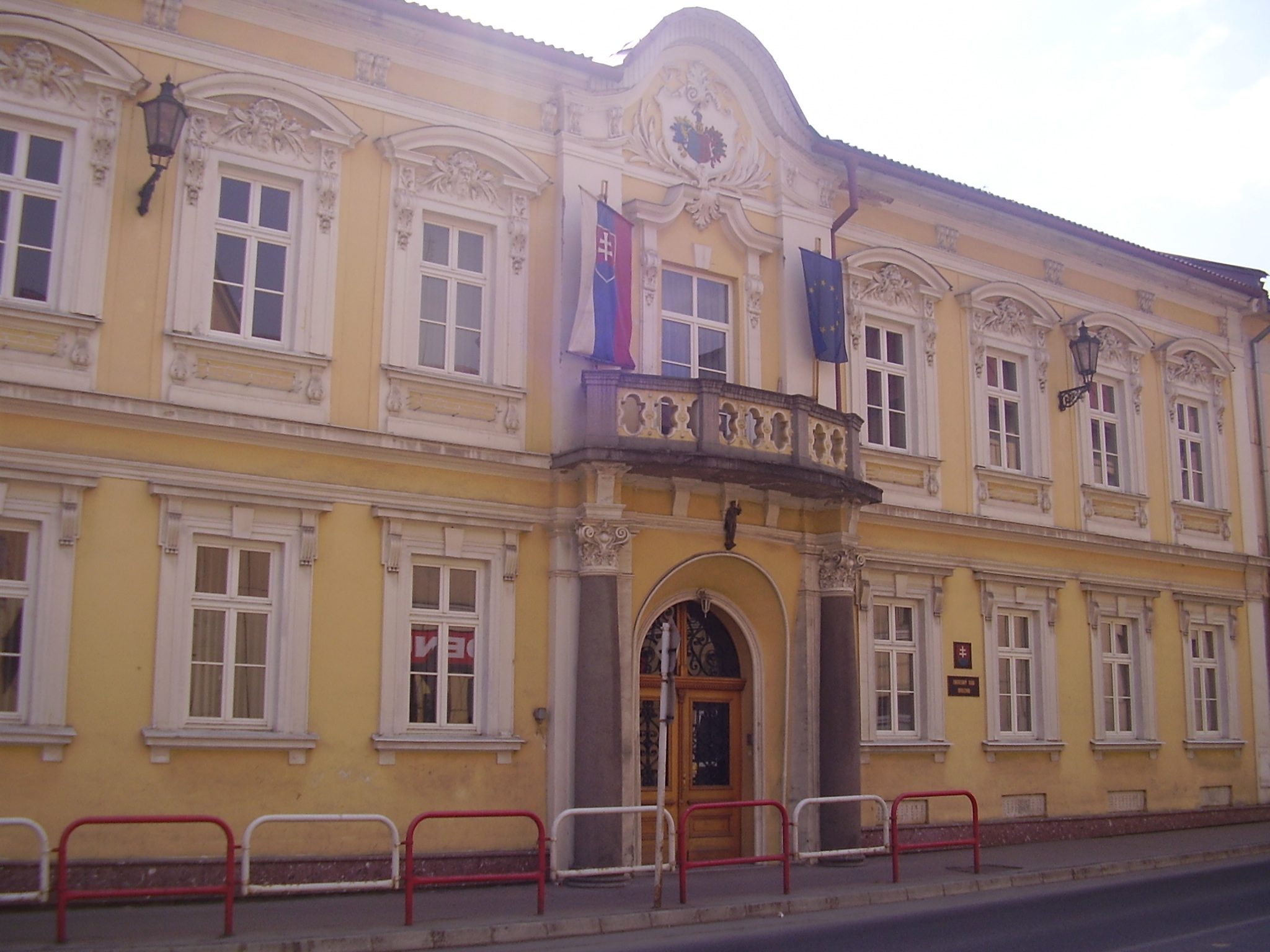

## توأمة
لبرزنو اتفاقيات توأمة مع:
- تشاتشاك

## أعلام
- زوزانا توماس
- أدريانا سكليناريكوفا
- ايفان بيلا

## وصلات خارجية
- الموقع الرسمي لمدينة برزنو